# Fablok Typ Ryś
Die schmalspurigen Dampflokomotiven des Fablok Typ Ryś wurden in großer Stückzahl für Industrie- und Waldbahnen gebaut. Sie sind eine Weiterentwicklung des Henschel Typ Riesa. Von ihr wurden von Fablok, Chrzanów von 1946 bis 1950 etwa 100 Exemplare für die Spurweiten 600, 750, 760 und 785 mm hergestellt. Sie wurden für Betriebe in Polen, Jugoslawien und Rumänien gefertigt.
Die Lokomotiven wurden im Regelbetrieb bis Ende der 1980er Jahre eingesetzt. Zwei Lokomotiven sind bei Museumsbahnen in Deutschland und Schweden als Museumslokomotiven erhalten. Eine Lokomotive ist seit 2021 in Polen wieder als Museumslokomotive einsetzbar. Zahlreiche weitere Lokomotiven sind in verschiedenen Spurweiten als Ausstellungsstücke vorhanden.

## Geschichte
Die Geschichte der Lokomotiven begann bereits um 1940, als während der deutschen Besetzung Polens die Firma Fablok in Chrzanów als damalige Filiale von Henschel eine Anzahl von Lokomotiven der Henschel Typ Riesa für die Spurweite von 600 mm fertigte. Die genaue Stückzahl dieser gefertigten Lokomotiven ist nicht bekannt, bewegt sich aber im Bereich 60 Lokomotiven.
Nach dem Zweiten Weltkrieg war der Bedarf an kleinen, zweiachsigen Lokomotiven speziell für die Spurweite 600 mm besonders als Baulokomotiven beachtlich. Fablok kaufte die Dokumentationen der Henschel Typ Riesa, und 1946 wurden die ersten Lokomotiven ausgeliefert. Sie erhielten die Bezeichnung Rysia als polnische Umschreibung von Riesa. Zufällig bedeutet diese neue Wortfindung abgekürzt auch Luchs. Da sich die Lokomotiven als gelungene Konstruktion herausstellten, wurden Varianten für die Spurweiten 750 mm, 760 mm und 785 mm gebaut. Von den Lokomotiven für 750 mm Spurweite bewegt sich die Zahl der gefertigten Lokomotiven auf 40 Maschinen. Die Gesamtstückzahl ist nicht genau zu beziffern, da die Anzahl für 600 mm und 785 mm nicht bekannt ist.
Eine kleine Anzahl von Lokomotiven wurde in leicht geänderter Ausführung exportiert. 1947 ergab sich ein Auftrag von zehn Lokomotiven für die Spurweite 760 mm für Jugoslawien, die Maschinen waren für Braunkohlefeuerung ausgelegt und besaßen einen kleinen zweiachsigen Tender. Im selben Jahr gab es einen Exportauftrag einer kleinen Charge von Lokomotiven mit 750 mm Spurweite für Rumänien.
Die Lokomotiven wurden hauptsächlich auf Industriebahnen in Zuckerfabriken, Hüttenwerken und im Verschub auf weiteren Bahnanlagen eingesetzt. Die PKP hat einige Lokomotive übernommen, wobei sie eine dem PKP-Bezeichnungssystem von 1960 angelehnte Bezeichnung erhielten, dabei erhielten sie die Baureihe T49 mit dem Baujahr der betreffenden Lokomotiven und als Ordnungsnummer eine nicht zu identifizierende Nummer. Diese Lokomotiven wurden hauptsächlich im Bahnhofsverschub und bei Betrieben, die der PKP nahestanden, eingesetzt.
Als Nachfolgevariante der Loks wurde die Fablok Typ Las mit etwa derselben Dampfmaschine und einer zusätzlichen Antriebsachse entwickelt, wodurch die Achslast reduziert werden konnte. Sie wurden bevorzugt bei Waldbahnen verwendet. Die Lokomotiven Typ Ryś arbeiteten lange bis in die 1980er Jahre hinein. Erst durch das Wegfallen der Möglichkeit der Kesselrenovierung in den ZNTK wurde die Entscheidung der Ausmusterung der Loks nach Fristablauf gegeben.

### PKP T49 – 600 mm Spurweite
Für die PKP wurden sechs Exemplare mit den Betriebsnummern T49 111–T49 116 mit dieser Spurweite gebaut. Fünf Lokomotiven sind heute (2023) noch vorhanden, davon sind zwei betriebsfähig: die 1949 gebaute ehemalige T49 111 als Nr. 7 bei der Munkedals Jernväg in Schweden sowie die ehemalige T49-115 bei der Dampf-Kleinbahn Mühlenstroth.
Die T49 111 war unter anderem auf der Strecke Spychowo Wąskotorowe–Grabowo Wąskotorowe (Puppen Kleinbahnhof–Grabowo Kleinbahnhof, teilweise Ortelsburger Kleinbahn) im Einsatz und im Betriebswerk in Myszyniec beheimatet. Sie wurde spätestens nach deren Einstellung 1973 zur Bahnstrecke Bydgoszcz Wąskotorowa–Koronowo Wąskotorowe (Bromberg Kreisbahn–Krone [Brahe] Kreisbahn) umbeheimatet. Nach der Abstellung wurde die Lokomotive an eine Privatperson verkauft, die sie nach Schweden brachte, allerdings ohne ihren Tender. Am 23. März 1985 nahm sie den Museumsverkehr auf.
Als Denkmal in Polen sind die T49-112, die T49-114 im Schmalspurbahnmuseum Wenecja und die Cukrownia Leśmierz 4, die sich im Ringlokschuppen Skierniewice befindet.

### Bekannte Lokomotiven 750 mm Spurweite
Für 750 mm Spurweite sind in den heutigen Woiwodschaften Kujawien, Schlesien und Heiligkreuz 40 Lokomotiven gebaut worden. Eingesetzt wurden die Lokomotiven vorrangig auf Industriebahnen in Zuckerfabriken, aber auch in Stahlwerken.
Heute (2023) sind sieben erhaltene Lokomotiven bekannt. Im Eisenbahnmuseum Sochaczew befinden sich vier Lokomotiven. Die Lokomotive Cukrownia Kruszwica 13 befindet sich als Denkmal in Chrzanów und die bei Hüttenwerken eingesetzten Maschinen sind an den Fabriken ihres Einsatzortes als Denkmal aufgestellt.

### Bekannte Lokomotiven 785 mm Spurweite
Unbekannt ist die Anzahl der für die Spurweite 785 mm gefertigten Lokomotiven. Sie wurden hauptsächlich für die an die Oberschlesische Schmalspurbahn im Oberschlesischen Industriegebiet angeschlossenen Werke mit der entsprechenden Spurweite verwendet.
Heute (2023) sind zwei erhaltene Lokomotiven bekannt. Die Lokomotive mit der Bezeichnung Zakłady Cynkowe Szopienice TKb 27 wurde im Jahr 2021 wieder betriebsfähig aufgebaut und befindet sich in Bytom Karb, die Lokomotive Huta Zygmunt 19 befindet sich als Ausstellungsstück in Tarnowskie Góry.

## Konstruktion
Als Weiterbau der Henschel Typ Riesa besitzen die Loks viele Gemeinsamkeiten mit dieser Type.
Der Blechrahmen ist mit einer Rahmenstärke von 10 mm gefertigt und wird auch als Wasserkastenrahmen verwendet. Der Wasserkasten ist über zwei Flansche mit den seitlichen Kästen verbunden. Zusätzlich sind noch in diesen seitlichen Kästen der Kohlenvorrat im hinteren Teil gebunkert. Der Rahmen ist verstärkt an den Stirnseiten durch kräftige Pufferbohlen, an denen die Zug- und Stoßeinrichtung befestigt ist. Meist hat es sich bei ihr um die Balancierhebelkupplung gehandelt, es konnten aber auf Kundenwunsch auch andere Einrichtungen verwendet werden.
Bei den ersten gefertigten Lokomotiven wurden noch Kessel der Henschel Typ Riesa genommen. Diese wurden in der Anfangszeit von der Kesselfabrik in Sosnowiec hergestellt, den umgebauten Kessel mit geändertem Dampfdom haben sie von der Kesselfabrik in Toruń erhalten. Er ist ein Flammrohrkessel für gesättigten Dampf. Der Kessel besitzt eine Feuerbüchse aus Stahl und wurde hauptsächlich in Nietbauweise hergestellt. Der Kessel besteht aus zwei Schüssen. Bei den ersten gefertigten Lokomotiven besitzt der Dampfdom noch einen außen liegenden Regler, bei dem auch das Reglergestänge und die Rohrleitungen zu der Dampfmaschine außen zu sehen sind. Außerdem war das Sicherheitsventil noch auf dem Dom angeordnet. Bei den später gefertigten Lokomotiven ist der Regler innerhalb des Domes und die Sicherheitsventile sind auf dem Stehkessel angeordnet. Außerdem unterscheidet beide Kesselvarianten noch die Verkleidung der Rohre zu den Zylindern. Für die Speisung des Kessels mit Wasser wurden 2 Injektoren Bauart Friedmann mit einer Förderleistung von 60 l/min verwendet. Die Steuerung ist ein einfaches Zweizylindertriebwerk. Die Zylinder sind horizontal angeordnet und besitzen Flachschieber. Der Kreuzkopf wird einschienig auf der Gleitbahn geführt, es wird die zweite Achse angetrieben. Die Dampflokomotive besitzt die Heusinger-Steuerung.
Der Sandkasten befindet sich auf dem zweiten Kesselschuss und wird von Hand bedient. Es führen je zwei Sandfallrohre außen vor die Achsen. Die Wurfhebelbremse wirkt auf beide Achsen von vorn. Auf Kundenwunsch konnte eine Dampfbremse eingebaut werden. Das Führerhaus ist an der Rückseite mit einer zweiflügeligen Tür und einer Brücke für den Fall der Mitführung eines Tenders ausgerüstet. Die Beleuchtung war ursprünglich eine Petroleumbeleuchtung, später wurde sie bei einigen Fahrzeugen in eine elektrische mit einem Turbogenerator umgerüstet. Ebenfalls wurde bei einigen Maschinen eine Dampfpfeife eingebaut.

## Galerie

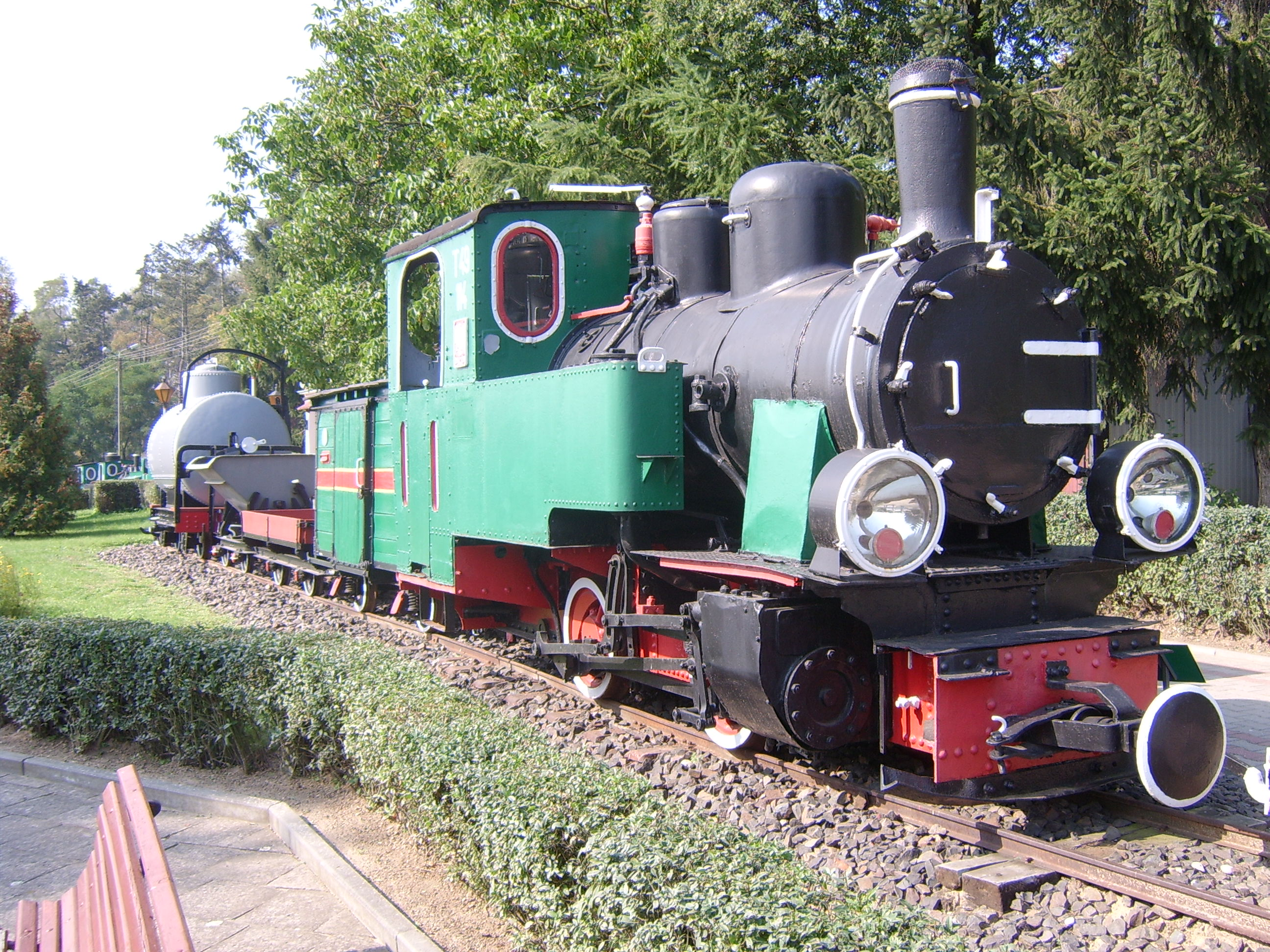
Erhaltene Lokomotive T49-114 für 600 mm Spurweite mit späterem Kessel im Schmalspurbahnmuseum Wenecja
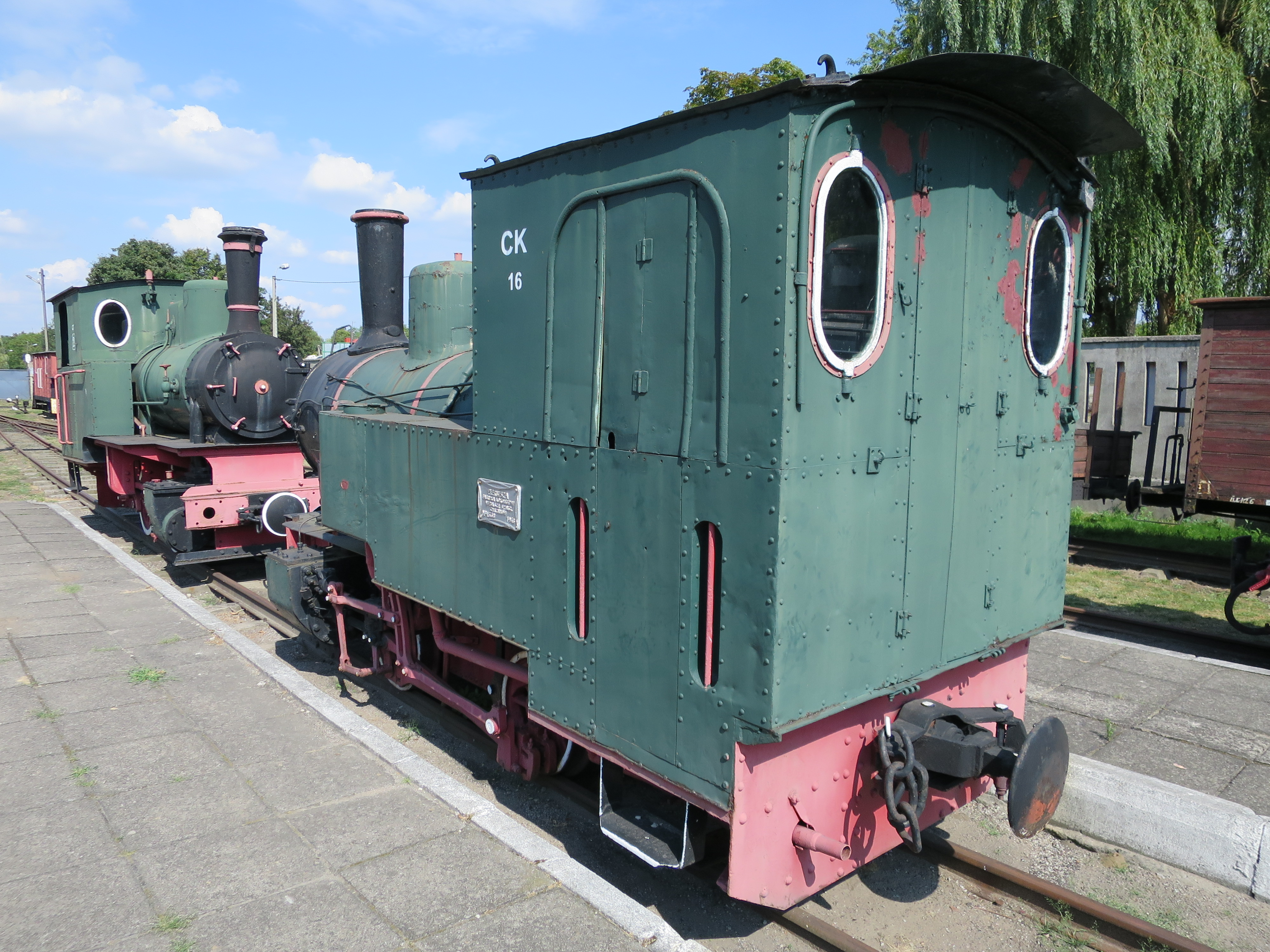
Erhaltene Lokomotive Cukrownia Kruszwica 16 für 750 mm Spurweite im Eisenbahnmuseum Sochaczew
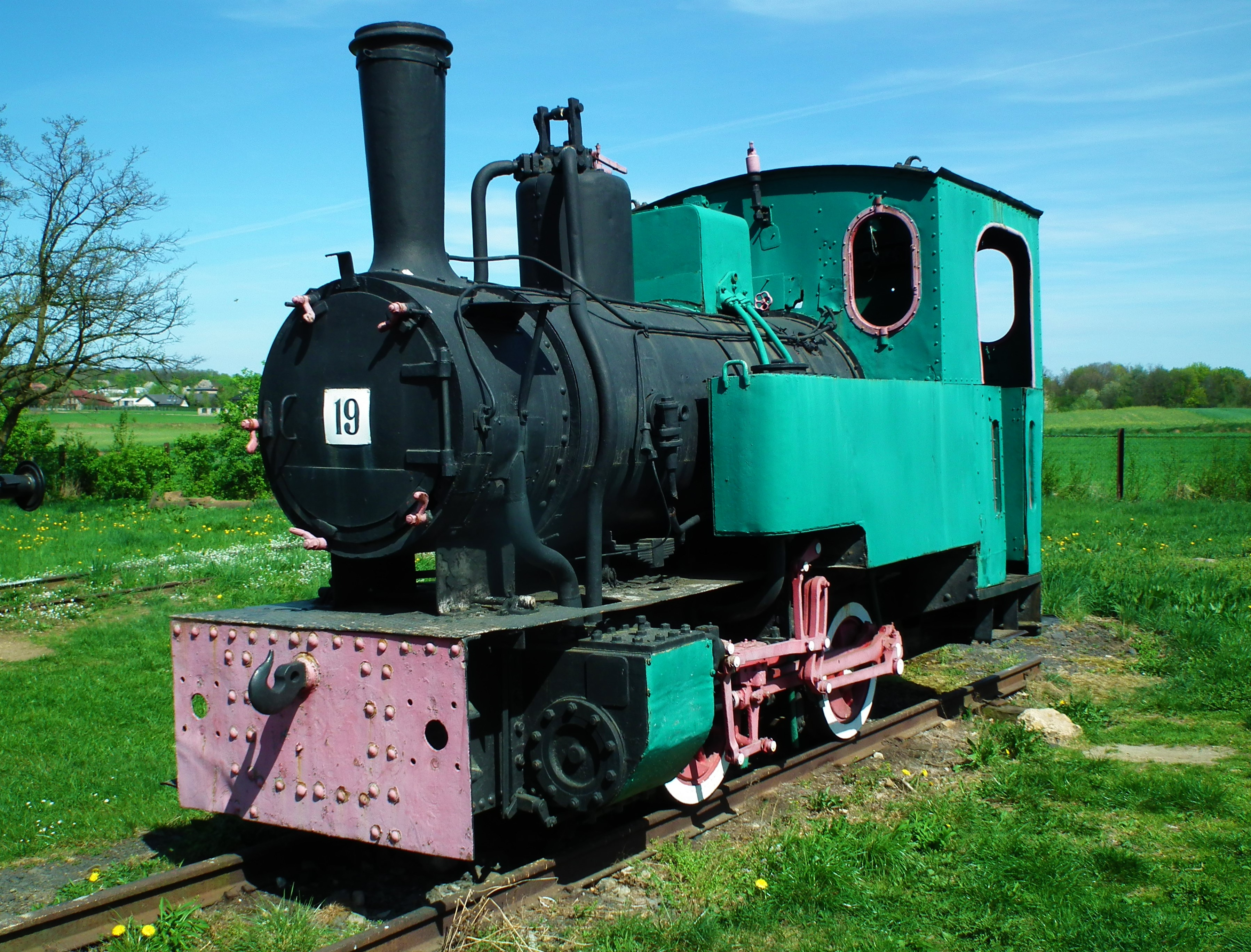
Erhaltene T49 für 785 mm Spurweite in Tarnowskie Góry